# Dortmunder Union-Brauerei
Dortmunder Union-Brauerei war der Name einer Brauerei in Dortmund. Sie gehört heute unter dem Namen Brauerei Brinkhoff zur Radeberger Gruppe.

## Geschichte

### Anfänge bis 1887

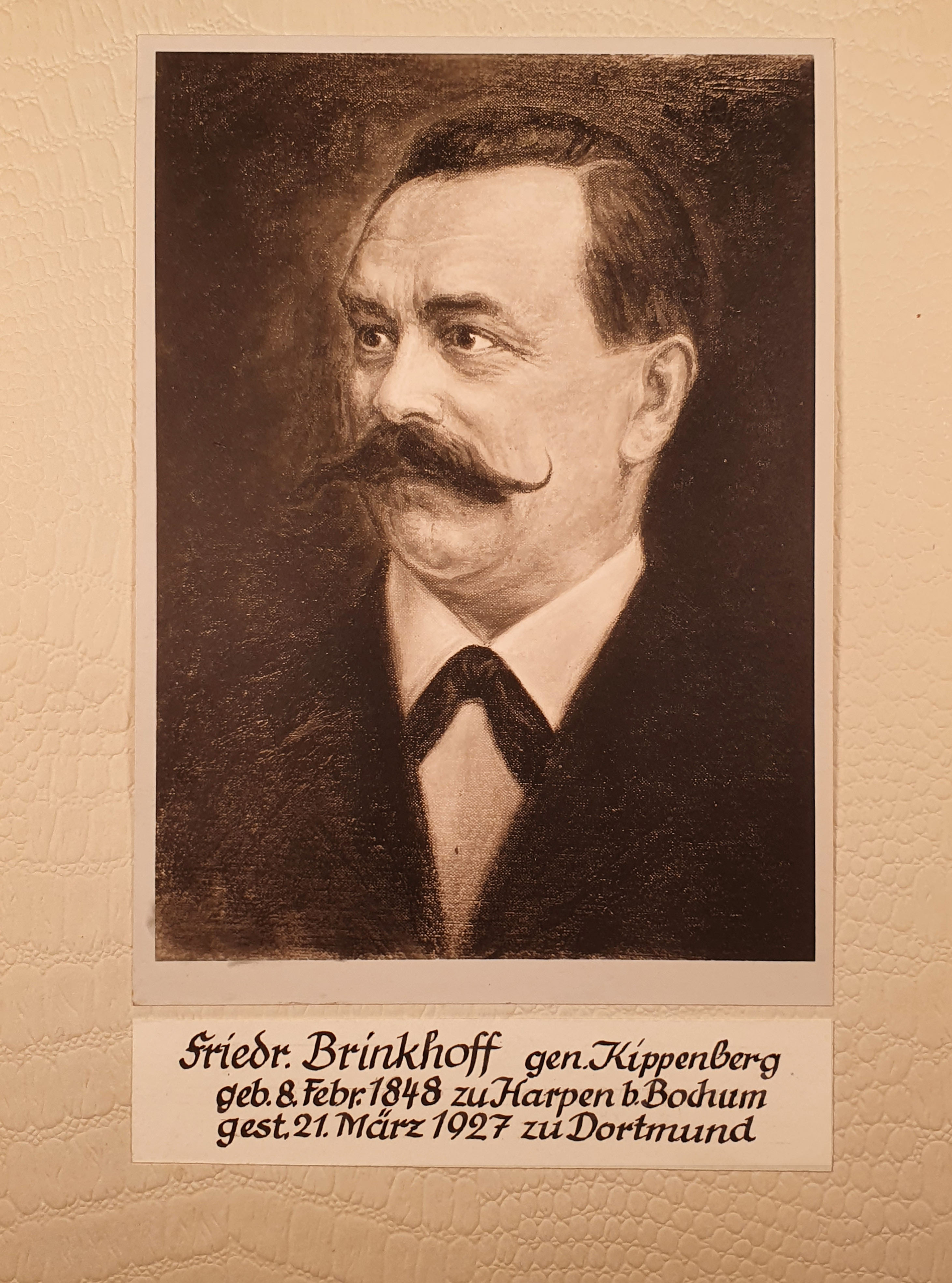
Fritz Brinkhoff, Chefbraumeister der Union ab 1870 und Namensgeber des heutigen Bieres Brinkhoff’s

Die Ursprünge der Dortmunder Union-Brauerei lassen sich auf das Gasthaus und Brauhaus Zum weißen Ross bzw. Im weißen Pierd – Pierd ist die niederdeutsche Form von Pferd – am Westenhellweg 123 zurückführen, das 1812 von Melchior Siegenboge gegründet wurde. Heute ist die Adresse baulich in einem modernen Geschäftshaus mit der offiziellen Adresse Kampstraße 104 (Rückseite Westenhellweg 121) aufgegangen, angrenzend an das denkmalgeschützte ehemalige Fernmeldeamt (Westenhellweg 127). Nach dem Tod des Gründers heiratete 1844 dessen Witwe Theresia, geborene Tepel, den Brauer, Bäcker und Gastwirt Wilhelm Struck aus Hagen. Die Familie Tepel war in Dortmund bereits als Gastwirts- und Brauerfamilie etabliert; unter den Verwandten befanden sich auch Hermann Tepel und Eduard Habich, spätere Gründer der Borussia-Brauerei.
1868 oder spätestens 1870 beteiligten sich der Bergwerksdirektor August Randebrock und sein Freund Heinrich Leonhard Brügman an der Brauerei Struck, die fortan als offene Handelsgesellschaft W. Struck & Comp. firmierte. Struck selbst verzichtete auf Handlungsvollmacht und schied bereits 1871 wieder aus dem Unternehmen aus; ein Jahr später verstarb er. Noch in den 1860er Jahren hatte er ein Fasslager und eine Dampfkesselanlage auf einem Grundstück an der damaligen Sedanstraße und Mälzerstraße errichtet (heute Brinkhoffstraße und Emil-Schumacher-Straße).
Ab 1869/70 ließ Brügman außerhalb der (zu dieser Zeit bereits weitgehend abgetragenen) Stadtmauern an der Übelgönne eine neue Brauerei errichten – wahrscheinlich auf oder in der Nähe des Struck’schen Grundstücks. 1870 wurde der Braumeister Fritz Brinkhoff von der Dortmunder Löwenbrauerei abgeworben. 1872 wurde die Brauerei Struck & Compagnie westlich vor die Wallanlagen in das entstehende „Brauereiviertel“ zwischen Rheinischer Straße und der Eisenbahntrasse (heute nach der Brauerei Unionviertel) verlegt, um den Betrieb erweitern und ausbauen zu können.
Am 30. Januar 1873 wurde die Dortmunder Union-Brauerei Aktiengesellschaft gegründet und ins Handelsregister eingetragen. Randebrock und Brügman brachten die Brauerei Struck & Comp. als Sachleistung in die neue AG ein. Brügman wurde Direktor und hielt rund 25 % des Grundkapitals von 275.000 Talern (825.000 Mark), was einer Kaufkraft von etwa 6,6 Millionen Euro im Jahr 2024 entspricht. Zu den weiteren Investoren zählten unter anderem der Rittergutsbesitzer Theodor Schulze-Dellwig vom Haus Sölde, der Ingenieur Carl Emil Herrmann aus Hamburg, der Dortmunder Bankier David Rosenberg sowie der Paderborner Bankier Emil Paderstein, der im Namen der Firma M. Paderstein & Söhne sowie als Vertreter des Hamburger Bankiers Moritz Levi Meyersberg (Inhaber der Bank M. Meyersberg) und der Kaufleute Sally Horschatz und Simon Löwenstein auftrat, mit denen er enge geschäftliche und familiäre Verbindungen unterhielt. Der Zusammenschluss dieser sieben Investoren fand seinen Ausdruck im Namen Union-Brauerei Aktiengesellschaft.
Die Union-Brauerei startete mit einer Jahresproduktion von etwa 20.000 Hektoliter, während die vorherige Brauerei Struck & Comp. lediglich eine Kapazität von rund 3.000 Hektolitern aufwies. Die Gründerkrise, die ab 1875 die Brauwirtschaft erreichte, brachte die junge Aktiengesellschaft jedoch in finanzielle Schwierigkeiten, die unter anderem durch die Unterstützung des Bamberger Hopfenhändlers Simon Lessing überwunden wurden. Nach schwierigen Jahren konnte 1881 erstmals wieder eine Dividende ausgeschüttet werden. In diesem Jahr lag der Bierausstoß bereits bei 44.000 Hektolitern.

### DerFehlsudund der Übergang zum hellen Biertyp
In der offiziellen Unternehmensgeschichte der Dortmunder Union-Brauerei und in Werbedarstellungen wie dem Brinkhoff’s No. 1-Marketing wird Fritz Brinkhoff als Erfinder des hellen Dortmunder Biertyps dargestellt. Demnach sei Ende der 1880er Jahre versehentlich ein zu hell eingebrautes Bier – ein sogenannter Fehlsud – an eine mit der Union verbundene Gaststätte in Aachen geliefert worden, wo es beim Publikum unerwartet gut ankam. In der Folge habe der Braumeister Brinkhoff den Bierstil dauerhaft umgestellt.
Tatsächlich enthält die populäre Darstellung einen wahren Kern: Fritz Brinkhoff erkannte in Aachen, dass helles Bier – etwa aus dem fränkischen Kulmbach – dem dunklen Dortmunder Stil zunehmend vorgezogen wurde, was sich auch in rückläufigen Verkaufszahlen der Union bemerkbar machte. Er war damit nicht der erste Dortmunder Brauer, der helles Bier herstellte, sondern reagierte auf einen überregionalen Trend. Seit den frühen 1870er Jahren hatte sich das helle, untergärige Bier vor allem in Berlin und im Rheinland durchgesetzt; in Dortmund wurde dieser Wandel etwa von der Dortmunder Actien-Brauerei vorangetrieben, die den goldfarbenen Wiener Typ (ein bernsteinfarbenes Lager, das bereits in Wien zunehmend vom hellen Lagerbier verdrängt wurde) schrittweise durch ein helleres Bier ersetzte. Auch die Union-Brauerei nahm diese Entwicklung wahr: Fritz Brinkhoff hielt zunächst an der traditionellen dunklen Brauart fest, passte sich aber schließlich dem veränderten Geschmack der Kundschaft an.

### Aufstieg zur größten Brauerei Westdeutschlands (1887–1914)
Ab 1885 begann die Dortmunder Union-Brauerei eine Phase intensiver Investitionen in Technik und Architektur: Das Aktienkapital wurde auf zwei Millionen Mark erhöht, was einer Kaufkraft von etwa 17,4 Millionen Euro im Jahr 2024 entspricht – ein Zuwachs von 140 % gegenüber dem Gründungsjahr 1873. In der Folge wurden unter anderem die Lagerkeller der Lindenbrauerei übernommen, neue Dampf- und Kälteanlagen installiert und zahlreiche Neubauten errichtet. Dazu zählten ab den 1890er Jahren unter anderem Gär- und Kesselhäuser, ein Eiserzeugungsgebäude (1900), ein dekorativ ausgestattetes Sudhaus (1907–1908), ein Verwaltungsgebäude (1912) sowie sieben neue unterirdische Lagerkeller (1913). Die Planung übernahm größtenteils das Dortmunder Architekturbüro Emil Moog.
Parallel dazu sicherte sich die Brauerei frühzeitig Immobilien und Gastronomiebetriebe in deutschen Großstädten, etwa einen Union-Ausschank in Berlin, den Fritz Brinkhoff persönlich auswählte. 1910 entstand mit dem Union-Hotel in Dortmund ein eigener, repräsentativer Beherbergungsbetrieb nahe der Brauerei, erbaut durch das Architektenduo Steinbach und Lutter.
Der Bierausstoß stieg bis zum Ausbruch des Ersten Weltkriegs auf rund 250.000 Hektoliter, womit die Union in Westdeutschland gemeinsam mit der Dortmunder Actien-Brauerei führend war. Auf nationaler Ebene lag sie damit zwar hinter Großbetrieben wie Schultheiss in Berlin oder Löwenbräu in München zurück, gehörte jedoch zu den zehn profitabelsten Brauerei-Aktiengesellschaften des Kaiserreichs. Zwischen 1887 und 1910 lag die Dividende stabil zwischen 18 % und 20 %, in den Jahren vor 1914 sogar bei 25 %. Die Rücklagen überstiegen 60 % des Aktienkapitals – ein Wert, der weit über dem Branchendurchschnitt lag.
Den wirtschaftlichen Erfolg verdankte die Union vor allem der konsequenten Modernisierung der Produktion sowie der Expansion durch sogenannte „Wirtehatz“ – der vertraglichen Bindung von Wirten und Gastronomen durch Darlehen. Dank ihrer Kapitalstärke konnte die Brauerei dabei meist die Konkurrenz überbieten und sich gezielt neue Absatzgebiete sichern.

### Expansion und Fusionen im Ersten Weltkrieg und der Nachkriegszeit (1914–1924)
Mit Beginn des Ersten Weltkriegs verfügte die Dortmunder Union-Brauerei über solide Rücklagen, die zunächst halfen, die kriegsbedingten Einschränkungen zu überstehen. Bereits 1915 musste die Produktion infolge der Einführung von Produktionskontingenten auf 60 % des Vorkriegsniveaus gesenkt werden. Durch Zukäufe kontingentfreien Auslandsmalzes – allerdings unter hohen Preisverlusten – konnte die Union weiterhin Heer und Stammkundschaft beliefern.
Trotz schwindender Rohstoffzuteilungen (1917 nur noch 10 % des Vorkriegsbedarfs) sank der Ausstoß der Union lediglich um etwa 50 %. Ein Grund dafür waren Heereslieferungen sowie die Herstellung sogenannter beer extra light-Produkte – Biere mit stark verminderter Stammwürze oder ersatzstoffbasierte Getränke, die in der Statistik mitgezählt wurden.
Zwischen 1917 und 1922 setzte die Union eine Reihe von Übernahmen um, die sie zur dominierenden Brauerei Dortmunds machten. Anders als die Dortmunder Actien-Brauerei (DAB), die nur eine größere Dortmunder Brauerei übernahm, gliederte die Union mehrere bedeutende Konkurrenten vollständig ein:
| Jahr | Kontingentsübernahme                                                           | Angliederung             | Fusion                         |
| ---- | ------------------------------------------------------------------------------ | ------------------------ | ------------------------------ |
| 1917 | Brauerei Marlinghaus, Hagen; Union-Brauerei, Horst; Zweilöwenbrauerei, Münster | –                        | Gildenbrauerei AG, Dortmund    |
| 1918 | Exportbrauerei, Moers; Brauerei Höfflinghaus, Lünen                            | –                        | –                              |
| 1920 | –                                                                              | Dortmunder Löwenbrauerei | Victoria-Brauerei AG, Dortmund |
| 1922 | –                                                                              | –                        | Germania-Brauerei AG, Dortmund |

Gildenbrauerei AG
Die Gildenbrauerei AG war ursprünglich als Brauerei Ross & Co. 1876 an der Ackerstraße (heute Harnackstraße) gegründet worden und firmierte seit 1912 unter ihrem späteren Namen bis zu ihrer Übernahme 1917. Anfang des 20. Jahrhunderts lag ihr Jahresausstoß bei rund 55.000 Hektolitern. Trotz veralteter Technik brachte sie ein relevantes Absatzpotenzial in die Union ein.
Victoria-Brauerei AG
Die Victoria-Brauerei AG entstand 1869/70 durch die Initiative des Bauunternehmers Berthold Speer und des Bahnhofswirts Jean Manger. 1883 in eine Aktiengesellschaft umgewandelt, erreichte sie 1911 einen Ausstoß von 140.000 Hektolitern. 1922 wurde die Produktion eingestellt. Der Familie Speer entstammte unter anderem der Architekt Albert Speer, dessen Vater Albert Friedrich Speer bis nach dem Zweiten Weltkrieg dem Aufsichtsrat der Union angehörte.
Dortmunder Löwenbrauerei
Die Dortmunder Löwenbrauerei war um 1845 gegründet worden und zählte zu den ersten Braustätten der Stadt, die untergäriges Bier nach bayerischer Art herstellten. Sie war zeitweise die größte Brauerei Dortmunds und exportierte in den 1860er Jahren bis in die USA. Ihr wirtschaftlicher Erfolg stagnierte jedoch ab der Jahrhundertwende, vor allem wegen mangelnder Investitionen in Erweiterung und Technik.
Germania-Brauerei
Die Germania-Brauerei AG hatte ihren Ursprung in einer Hausbrauerei von Fritz Kusenberg, die in den 1870er Jahren an der Rheinischen Straße neu aufgebaut wurde. Nach dem frühen Tod Kusenbergs übernahm Moritz Engelhard die Leitung und wandelte die Brauerei 1888 in eine Aktiengesellschaft um. Die Germania führte moderne Kälte- und Gärtechnik ein und besaß ab 1908 eine Kapazität von 250.000 Hektolitern. Mit eingebracht wurden zudem die Phoenix Exportbierbrauerei, die Mülheimer Actien-Brauerei und eine Mehrheitsbeteiligung an der Iserlohner Brauerei. Die Germania wurde fortan als Abteilung II der Union geführt.
Die Übernahmen sicherten der Union nicht nur Produktionskapazitäten, sondern auch ein weitverzweigtes Netz an Braurechten, Absatzverträgen und Immobilien. Bis zum Zweiten Weltkrieg zählte die Union rund 50 eigene Hotels und Gaststätten unter anderem in Dortmund, Köln, Bremen und Berlin.
Die Integration der übernommenen Betriebe erforderte umfangreiche Investitionen. 1913 wurde ein Eisenbahnanschluss geplant, der 1916 in Betrieb ging und 1919 die Errichtung eines neuen Versandgebäudes ermöglichte. Ebenfalls 1919 modernisierte die Union das Kesselhaus; 1921/22 folgten der Umbau des Sudhauses, der Bau eines neuen Verwaltungsgebäudes und einer Trebertrocknungsanlage. Technisch wurden Dampf- und Kältemaschinen sowie Lagertanks aus den übernommenen Brauereien integriert; hölzerne Fässer wurden zunehmend durch Metalltanks ersetzt.
Das Aktienkapital wurde 1913 im Zuge der Gilden-Übernahme von 3 Millionen Mark (ca. 15,6 Millionen Euro, 2024) auf 4 Millionen Mark (ca. 20,8 Millionen Euro, 2024) erhöht und wuchs bis 1923 auf 31 Millionen Papiermark, wobei eine Kaufkraftumrechnung für 1923 aufgrund der Hyperinflation nicht aussagekräftig ist. Nach der Währungsstabilisierung wurde es 1924 auf 15 Millionen Rentenmark (ca. 75 Millionen Euro, 2024) konsolidiert.
Trotz der Hyperinflation erreichte die Union im Braujahr 1923 einen Ausstoß, der rund 50 % über dem Vorkriegsniveau lag. Das belegt nicht nur die Effektivität der Fusionen, sondern auch die Weitsicht der Investitionen, die in wirtschaftlich unsicherer Lage realisiert wurden.

### Aufschwung, Krise und NS-Zeit (1924–1939)

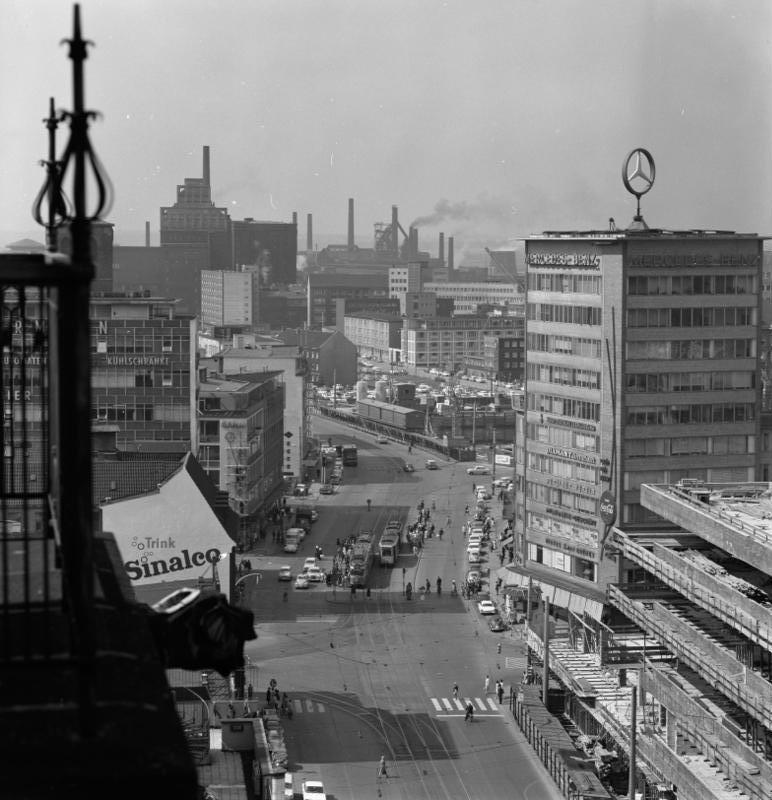
Der U-Turm 1966 noch ohne das goldene U – so präsentierte er sich wohl auch zur Bauzeit 1927

Ab 1924 setzte bei der Dortmunder Union-Brauerei ein rapider Produktionsanstieg ein. Bereits 1924 überschritt der Ausstoß die Marke von 400.000 Hektoliter, 1925 war die Produktion um rund 50 Prozent gewachsen, und 1929 näherte sich die Union der Millionengrenze. Dieses Wachstum war Ergebnis einer konsequenten Zentralisierung und Rationalisierung der Produktion.
Ein architektonisches Symbol dieses Expansionskurses war der Bau des U-Turms in den Jahren 1926/27, ein Gär- und Lagerkellerhochhaus auf Stelzen über den bestehenden Kelleranlagen, ebenso geplant vom langjährigen Union-Architekten Emil Moog. Die 40 Stützpfeiler des sieben Meter hohen Baus trugen je 1400 Tonnen. Nach nur 14 Monaten floss im Juni 1927 der erste Sud in das 7. Obergeschoss. Der Bau galt als größter deutscher Industriebau seiner Zeit und wurde in Dortmund als Zeichen industriellen Fortschritts gefeiert.
Mit dem Beginn der Weltwirtschaftskrise fiel der Ausstoß auf unter 550.000 Hektoliter im Jahr 1932. Die Union war weniger stark betroffen als andere Dortmunder Brauereien. Dennoch sah sie sich offenbar gezwungen, ihre Abteilung II, die frühere Germania-Brauerei, stillzulegen.
Trotz der wirtschaftlichen Lage konnte die Union einen Großteil ihrer Belegschaft halten. Zwischen 1933 und 1937 wuchs die Mitarbeiterzahl sogar leicht an. Ab 1934 erholte sich der Ausstoß schneller als bei der Konkurrenz und erreichte 1939 beinahe wieder das Niveau von 1929. Trotz eines gesunkenen Pro-Kopf-Konsums lag die Produktion nur etwa drei Prozent unter dem Vorkriegswert.
Die Union war auf internationalen Messen vertreten, erhielt u. a. einen Grand Prix auf der Weltausstellung Paris 1937 und belieferte das Deutsche Haus im deutschen Pavillon, dessen Gestaltung auf den Architekten Albert Speer zurückging, dessen Vater nach der Übernahme der Victoria-Brauerei noch längere Zeit dem Aufsichtsrat der Union angehörte.
Ab Mitte der 1930er Jahre nahm die Union zunehmend Elemente der nationalsozialistischen Volksgemeinschaft der Arbeit in ihre Betriebsorganisation auf. Die Sozialberichte in den Geschäftsunterlagen wurden umfangreicher und betonten Weihnachtsgelder, Prämien, Zuwendungen bei Eheschließungen und Geburten, Rentenzahlungen sowie Jubiläumszuwendungen. Ab 1937 zahlte die Union ein 13. und 14. Monatsgehalt.
Zudem förderte das Unternehmen ideologische Schulungen, KdF-Reisen, Betriebssport, einen Werkschor sowie eine Werkkapelle. 1938 wurde ein eigenes Kameradschaftshaus eröffnet, das als Veranstaltungsort für NS-konforme Feiern wie den Tag der nationalen Arbeit diente. Auch Wohnzuschüsse und Kooperationen mit gemeinnützigen Baugesellschaften wurden weiter ausgebaut.
Bruno Schüler, früher Mitglied des Freikorps Maercker, NSDAP-Funktionär und kurzzeitig kommissarischer Oberbürgermeister Dortmunds, war ab 1936 Vorstandsmitglied der Union und prägte diese Ausrichtung maßgeblich mit. 1938 verließ er das Unternehmen; ihm folgte Dr. Felix Eckhardt.
Insgesamt unterschied sich die Union in ihrer Ausrichtung nicht wesentlich von anderen Dortmunder Brauereien, die sich dem Wettbewerb um das NS-Gütesiegel Nationalsozialistischer Musterbetrieb anschlossen. So etwa die Hansa-Brauerei, die einen Betriebssportplatz errichtete und ein Kameradschaftshaus eröffnete. Ein besonders ambitioniertes Beispiel war die Schlegel-Brauerei AG im benachbarten Bochum, die ihre Belegschaft mit Einrichtungen wie einem Schwimmbad, einer Turnhalle und einem Solarium ausstattete und mehrfach ausgezeichnet wurde.

### Die Union-Brauerei im Zweiten Weltkrieg (1939–1945)

Aktie über 1000 RM der Dortmunder Union-Brauerei AG vom 4. November 1941

Die Dortmunder Union-Brauerei erreichte ihren Produktionshöhepunkt nicht vor, sondern während der ersten beiden Kriegsjahre. 1941 lag der Ausstoß mit 939.000 Hektolitern sogar leicht über dem Vorkriegswert von 1939. Die Absatzentwicklung blieb trotz des Überfalls auf Polen 1939 weitgehend stabil; Bierproduktion und -konsumtion erreichten in Deutschland einen neuen Höchststand seit 1929. Auch der Export, insbesondere in die Niederlande, konnte gesteigert werden, während es nach Belgien Einbußen gab. Die Rohstoffversorgung mit Malz und Hopfen war 1939 noch gesichert.
Ab 1940 verzeichnete die Brauerei einen leichten Absatzrückgang auf hohem Niveau. 1941 stieg der Ausstoß jedoch erneut, befördert durch militärische Nachfrage, sogenannte Sommerbiere mit niedriger Stammwürze, verkürzte Lagerzeiten und günstige Exportkontingente. 1942 sank der Absatz um 18 %, was aber weiterhin ein besseres Ergebnis war als bei der Dortmunder Konkurrenz. Der Gewinn fiel leicht auf 1,8 Millionen Reichsmark (ca. 9,36 Millionen Euro, 2024), stieg jedoch 1943 erneut über den Durchschnitt der Vorkriegsjahre.
1942 übernahm die Union die Aktienmehrheit der Brauerei Amos AG im damals deutschen Metz. Zudem beteiligte sie sich am Frankfurter Brauhaus in der Hanauer Landstraße in Frankfurt am Main, das mit dem heutigen Frankfurter Brauhaus in Frankfurt (Oder) nicht identisch ist. In Kiew versuchte die Union auf Anweisung der Reichsleitung, eine dortige Brauerei neu zu organisieren, was jedoch nicht gelang. Diese Maßnahmen markieren den Beginn einer zweiten Expansionsphase trotz des Krieges.
Zur Kompensation des Fachkräftemangels setzte die Union ab 1940 zunehmend weibliche Arbeitskräfte sowie ab 1941 Kriegsgefangene ein. Auch bei Zwangsarbeitern scheint die Union, im Vergleich zu anderen Brauereien, bevorzugt behandelt worden zu sein.
Trotz der ab 1942 einsetzenden Kriegswirtschaft gelang es der Union durch Lohnbrauverträge mit lokalen Partnern zunächst, die Auswirkungen der Flurbereinigungs- und Versandbeschränkungen zu mildern. Ab 1944 verschärfte sich die Lage jedoch deutlich: Rohstoffmangel, fehlende Transportmittel, beschädigte Flaschen und Fässer führten zu einem drastischen Rückgang im Versandgeschäft.
Im September 1944 kam das Versandgeschäft durch eine allgemeine Gütertransportsperre nahezu vollständig zum Erliegen. Bereits ab 1943 wurden in Dortmund Pläne zur Zentralisierung der Bierproduktion in nur drei Betrieben vorangetrieben: der Union, der Dortmunder Actien-Brauerei und der Dortmunder Ritter-Brauerei. Letztlich wurde im Herbst 1944 beschlossen, den Betrieb bei Union, Hansa- und Kronen-Brauerei für Fassbier und bei Ritter für Flaschenbier aufrechtzuerhalten.
Die alliierten Luftangriffe auf das Ruhrgebiet zerstörten ab 1943 nicht nur zahlreiche Gastronomiebetriebe, sondern auch Gebäude der Union selbst. Der schwerste Angriff traf die Brauerei am 12. März 1945. Trotzdem gelang es, die Produktion bis kurz vor Kriegsende aufrechtzuerhalten. Unterstützt wurde der Wiederaufbau durch französische, italienische und sowjetische Kriegsgefangene. Die körperliche und psychische Belastung der verbliebenen Mitarbeiter stieg enorm, auch durch den verpflichtenden Luftschutzdienst.
Am 10. April 1945 zahlte die Unternehmensleitung den letzten verbliebenen Mitarbeitern drei Monatsgehälter im Voraus. Zwei Tage später, am 12. April, marschierten US-Truppen in Dortmund ein.

### Wiederaufbau und Neuanfang (1945–1948)
Nach der Besetzung Dortmunds durch amerikanische Truppen wurde die Dortmunder Union-Brauerei zunächst geschlossen und durfte nur von wenigen Mitarbeitern betreten werden, die für die Wasserpumpen an den brauereieigenen Brunnen zuständig waren – essenziell für die Versorgung der Bevölkerung, da ein Großteil der städtischen Leitungen zerstört oder beschädigt war. Bereits im Juni 1945 konnte der Vorstand Dr. Felix Eckhardt persönlich beim Stadtkommandanten eine Wiederfreigabe des Betriebsgeländes erreichen. In der Folge begann die Belegschaft mit Aufräum- und Instandsetzungsarbeiten, die durch ihre Einsatzbereitschaft wesentlich zum Wiederaufbau beitrugen. Nicht alle Mitarbeiter kehrten jedoch freiwillig zurück – insbesondere Angestellte zögerten wegen der schlechten Wohn- und Versorgungslage. Die Unternehmensleitung forderte die Rückkehr per Einschreiben ein, unter Androhung arbeitsrechtlicher Konsequenzen.
Gleichzeitig kam es zu ersten personellen Abrechnungen mit belasteten Führungskräften. Einige Direktoren und Prokuristen, darunter auch Dr. Eckhardt, wurden von der britischen Militärregierung zunächst aus Dortmund verbannt. Der frühere Direktor Rust wurde laut zeitgenössischen Berichten vom Betriebsrat mit lautstarkem Protest vom Gelände verwiesen. Ein grundlegender personeller Bruch mit der NS-Zeit lässt sich bei der Union, wie auch in großen Teilen der westdeutschen Wirtschaft, nicht feststellen.
Bereits im Juli 1945 wurde das Sudhaus wieder in Betrieb genommen. Bald darauf bezog die britische NAAFI (Navy, Army and Air Force Institutes) ein Büro im Union-Hochhaus. Die Belieferung der britischen Besatzung mit Bier war faktisch eine Teilbeschlagnahmung der Brauerei, brachte der Union jedoch Rohstoffe und zusätzliche Handlungsspielräume. Inoffiziell wurde auch sogenanntes Schwarzbier produziert, um die eigene Versorgung und den Wiederaufbau zu unterstützen.
Zentrales Thema der unmittelbaren Nachkriegsjahre war die Schuttbeseitigung in der schwer zerstörten Stadt. Auch bei der Union wurde diese Pflicht organisiert; sämtliche Mitarbeiter, einschließlich Angestellter und Direktoren, mussten Schutträumstunden ableisten. Die Teilnahme war Bedingung für die Versorgung in der betrieblichen Gemeinschaftsküche. Unterstützt wurden die Arbeiten nicht nur durch firmeneigene Mittel, sondern auch durch externe Bauunternehmen. Zwei Bagger wurden von einer Dortmunder Firma gestellt, hinzu kamen ein Kompressor sowie 30 bis 40 Fachkräfte einer Schwelmer Firma. Zu den zentralen Partnern beim Wiederaufbau gehörte zudem das Bauunternehmen Wiemer & Trachte, eines der größten Bauunternehmen Dortmunds.
Von den Kriegsschäden war die Union mit einer Zerstörungsquote von etwa 75 Prozent besonders betroffen. Die Schäden betrafen nicht nur den Produktionsstandort, sondern auch zahlreiche Hotel- und Gastronomiebetriebe der Union in Dortmund, Köln, Berlin, Bremen und weiteren Städten. Die umfassende Dokumentation dieser Verluste unterstrich das Ausmaß der kriegsbedingten Zerstörungen und bildete zugleich eine wichtige Grundlage für das Selbstverständnis des Unternehmens als Teil des allgemeinen Wiederaufbaus und des beginnenden Wirtschaftswunders.
Ab 1947 entspannte sich die Lage etwas: Brauerei-Neubauten wurden wieder genehmigt, und durch sogenannte Trümmermalz-Zuteilungen verbesserte sich die Bierqualität langsam. Ein Meilenstein war das Verbot von Bierersatzprodukten im Juni 1948, das den Übergang zum regulären Braubetrieb einleitete.
Paradoxerweise sanken die Ausstoßzahlen trotz Währungsreform und besserer Versorgungslage deutlich. Zwischen 1948 und 1949 produzierte die Union im Schnitt nur 240.000 Hektoliter – weniger als in den Kriegsjahren. Ursache war vor allem das anhaltende Verbot vollwertigen Bieres: Bis Oktober 1948 durfte nur Dünnbier mit zwei Prozent Stammwürze verkauft werden. Erst ab Oktober 1949 waren wieder Biere mit elf bis 14 Prozent Stammwürze erlaubt – der Beginn einer neuen Ära in der Dortmunder Brauwirtschaft.

### Nachkriegszeit, Expansion und Strukturwandel (ab 1948)
Erst 1956 konnte die Dortmunder Union-Brauerei wieder die Produktionsmenge von 1929 erreichen. 1973 wurde mit einer Jahresproduktion von mehr als zwei Millionen Hektolitern ein historischer Höchstwert erzielt. In den 1980er Jahren war Frank Wedekind Aufsichtsratsvorsitzender unter anderem der Dortmunder Union-Brauerei AG und der Schultheiss Brauerei AG in Berlin. Später übernahm er den Vorstandsvorsitz der aus diesen Unternehmen hervorgegangenen Dortmunder Union-Schultheiss Brauerei AG mit Standorten in Berlin und Dortmund.
Übernahme der Ritter-Brauerei und Integration in Brau und Brunnen
1994 übernahm die Union die Dortmunder Ritter-Brauerei und firmierte fortan als Dortmunder Union-Ritter Brauerei GmbH. Die Produktion wurde aus der Dortmunder Innenstadt an den Stadtrand nach Lütgendortmund verlagert. 2002 erfolgte eine Umbenennung in Brauerei Brinkhoff, bevor 2005 die Produktion endgültig zur Dortmunder Actien-Brauerei verlagert wurde.
Abriss des Brauereistandorts und Umnutzung des Dortmunder U
Das ehemalige Brauereigelände in der Dortmunder Innenstadt wurde 2004 abgerissen. Erhalten blieb nur der siebenstöckige, etwa 70 Meter hohe Gär- und Lagerkeller mit dem weithin sichtbaren vergoldeten Dortmunder U. Das Gebäude wurde grundlegend umgebaut und dient heute als öffentliches Zentrum für Kunst und Kreativität. Neben der Präsentation von Werken des Museum Ostwall ist es ein Ort des Forschens, Lernens, Erlebens und Austauschs über Kunst, Medien und Kultur der Gegenwart.

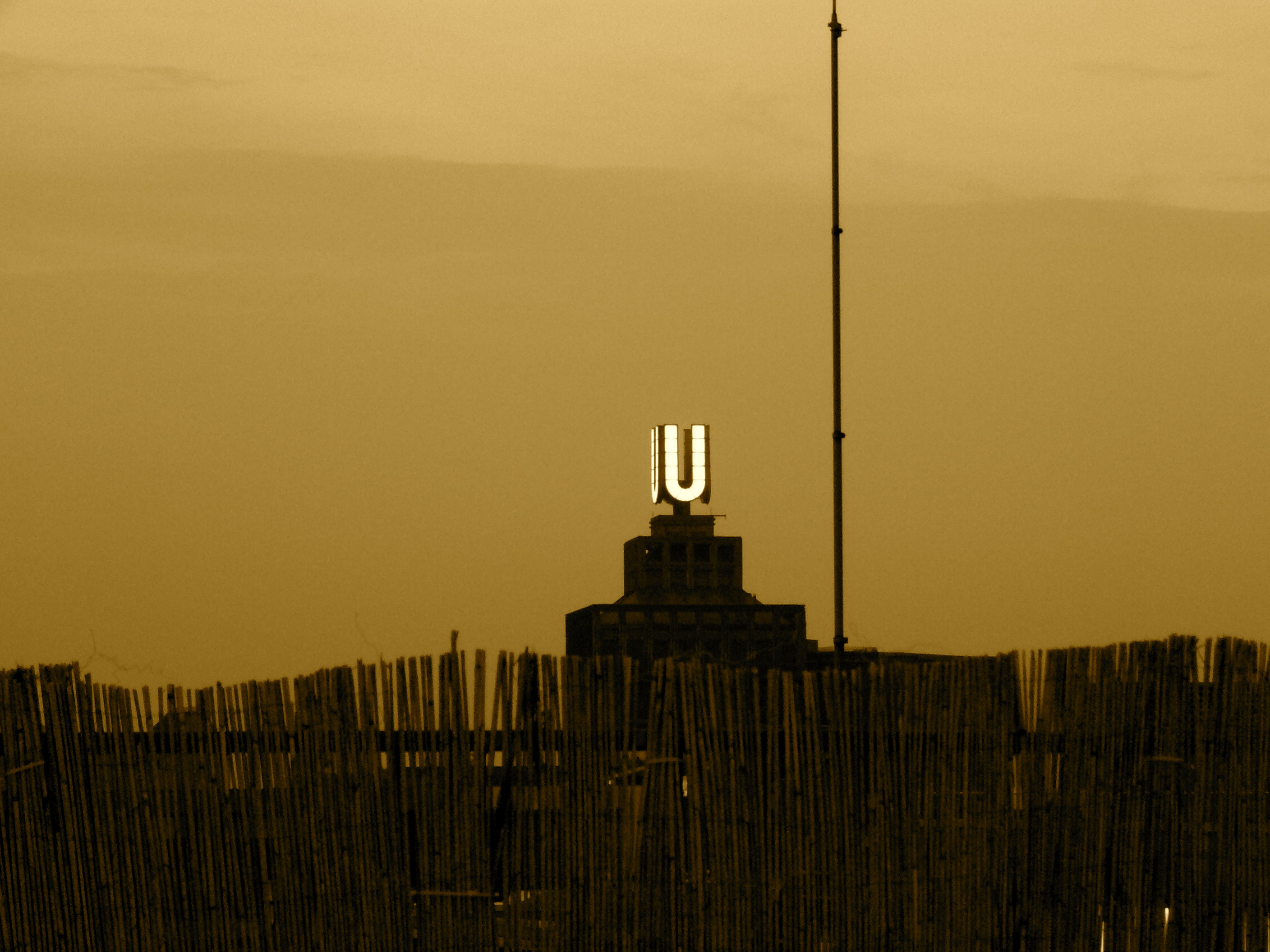
Das vierseitige und beleuchtete Wahrzeichen der Brauerei (Dortmunder U)
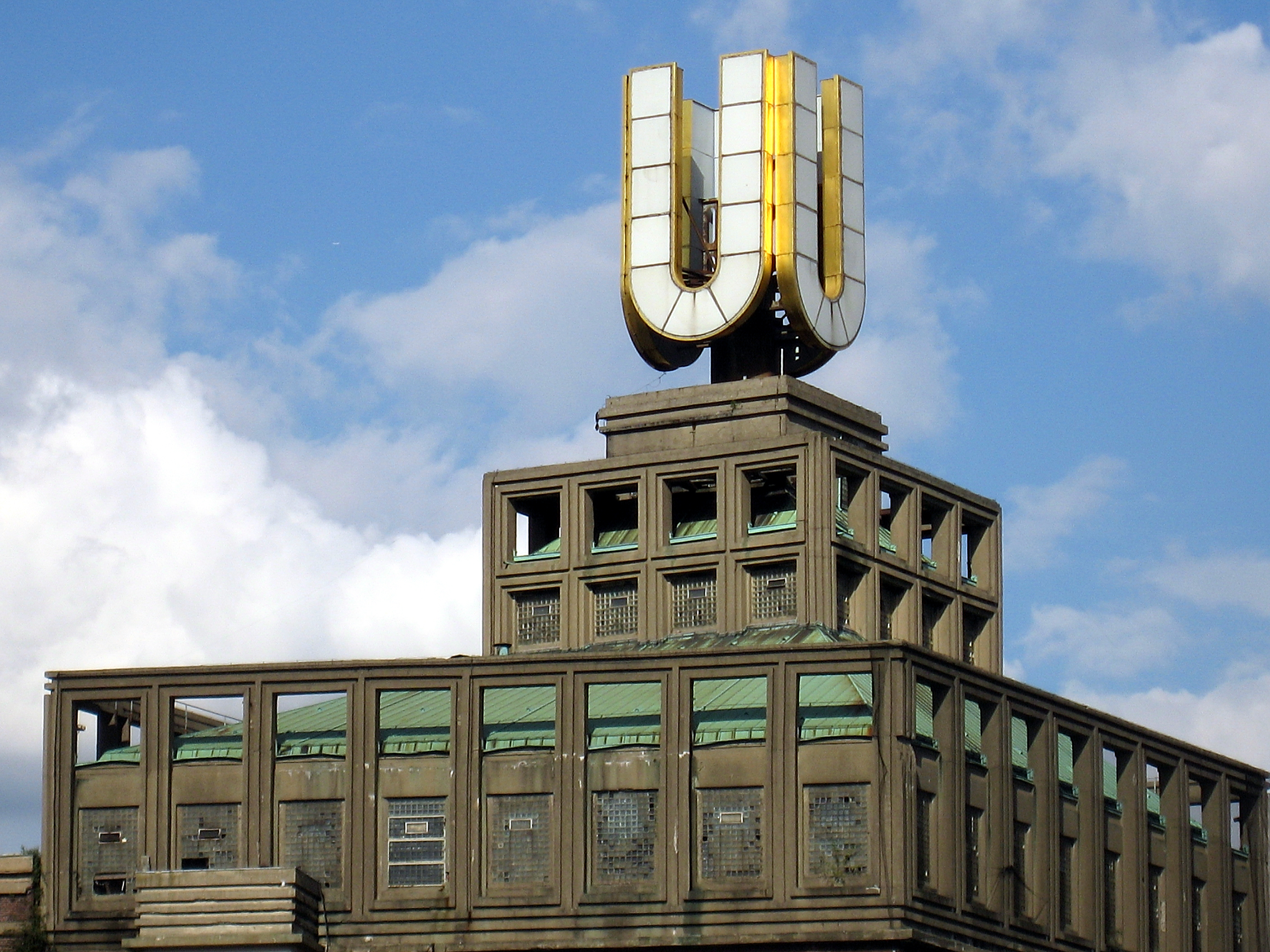
Dach des Gebäudes (2007)
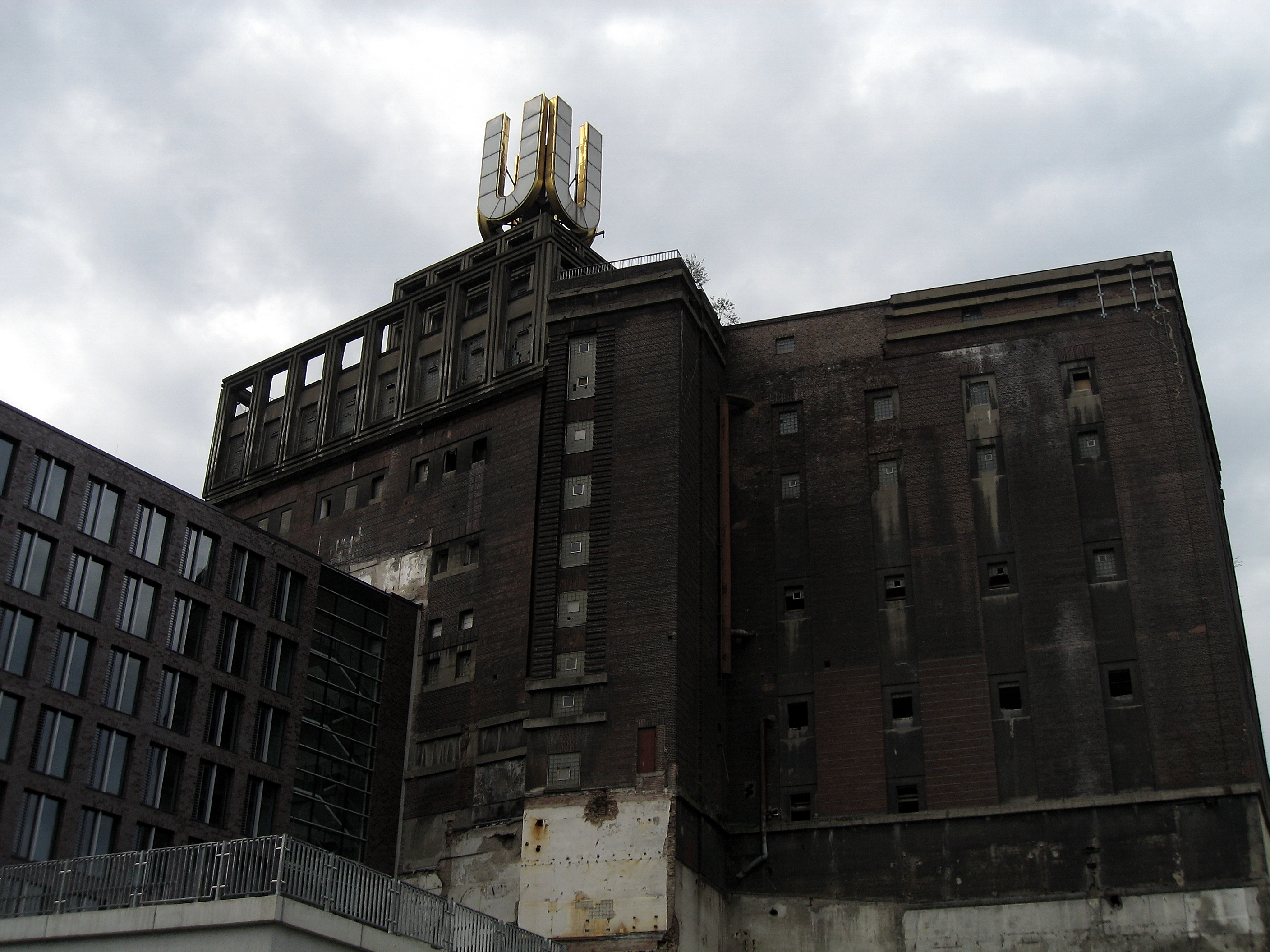
Brache (2007)

## Produkte, Marken und Vertrieb

### Bierstile und Produkte
Die heutige Produktpalette der Brauerei Brinkhoff GmbH umfasst verschiedene Pils- und Exportbiere sowie Biermischgetränke und alkoholfreie Varianten.
Unter dem traditionsreichen Markennamen Dortmunder Union werden zwei Biersorten vertrieben: das Exportbier Dortmunder Union Export und das Pilsner Dortmunder Union Siegel Pils. Beide Produkte gelten als klassische Vertreter der Dortmunder Biertradition und werden fast ausschließlich über den Handel als Flaschenbier vermarktet.
Die Marke Ritter umfasst drei Sorten: Ritter First, Ritter Pils und Ritter Export. Sie sind ausschließlich als Flaschenbier im Handel erhältlich und besonders im Ruhrgebiet verbreitet.
Die Marke Brinkhoff’s, eingeführt 1977, bietet mit Brinkhoff’s No. 1 ein Pils mit 5,0 % Alkohol und 11,4 % Stammwürze an. Ergänzt wird das Sortiment seit 2006 durch die Biermischgetränke Brinkhoff’s Radler Naturtrüb und Brinkhoff’s Cola + Bier. 2015 folgte das alkoholfreie Brinkhoff’s Alkoholfrei.

### Markenentwicklung
Die Marke Dortmunder Union entstand ursprünglich aus der Union-Brauerei und war über Jahrzehnte hinweg das Aushängeschild des Unternehmens. Mit der Anbringung des weithin sichtbaren U auf dem Hochkeller der Brauerei 1968 wurde das Wahrzeichen zum zentralen Markensymbol. Die Produkte der Union-Marke galten als prägend für den Begriff des Dortmunder Exports und sind bis heute im Handel präsent.
Die Marke Ritter geht auf die 1905 gegründete Dortmunder Ritter-Brauerei zurück, deren Wurzeln in Fusionen des Jahres 1889 liegen. In den 1980er Jahren wurde das Ritter-Logo – ein reitender Ritter mit Bierkrug – eingeführt. Seitdem wird die Marke als Heimatmarke des Ruhrgebiets positioniert.
Brinkhoff’s wurde 1977 eingeführt und erinnert namentlich an Fritz Brinkhoff, den ersten Braumeister der Union-Brauerei, der 1887 den hellen Dortmunder Biertyp entwickelte. Die Marke entwickelte sich nach der Stilllegung der Innenstadtbrauerei zur Leitmarke der Brauerei Brinkhoff GmbH.

### Werbestrategien und Marketing
Die Markenidentitäten aller drei Linien sind eng mit dem Ruhrgebiet verknüpft. Brinkhoff’s setzt auf eine moderne Regionalstrategie mit Slogans wie Ein Bier wie sein Revier oder Mit der No.1 auf die Nummer 1. Ab 1990 wurde erstmals national geworben, unter anderem mit dem Rennfahrer Jochen Mass als Testimonial. Seit 2008 ist Brinkhoff’s offizieller Champion-Partner von Borussia Dortmund.
Ritter First nutzt den Slogan Ritter First aus dem Revier, einzigartig wie die Menschen hier. Die Sorten Ritter Pils und Ritter Export betonen ihre regionale Verwurzelung mit Wir im Revier. Ritter Bier.
Dortmunder Union bewirbt sich weniger aggressiv, steht aber weiterhin als Symbolmarke für den traditionsreichen Dortmunder Braustil. Das goldene U fungiert dabei als Wiedererkennungsmerkmal und Ausdruck der lokalen Identität.

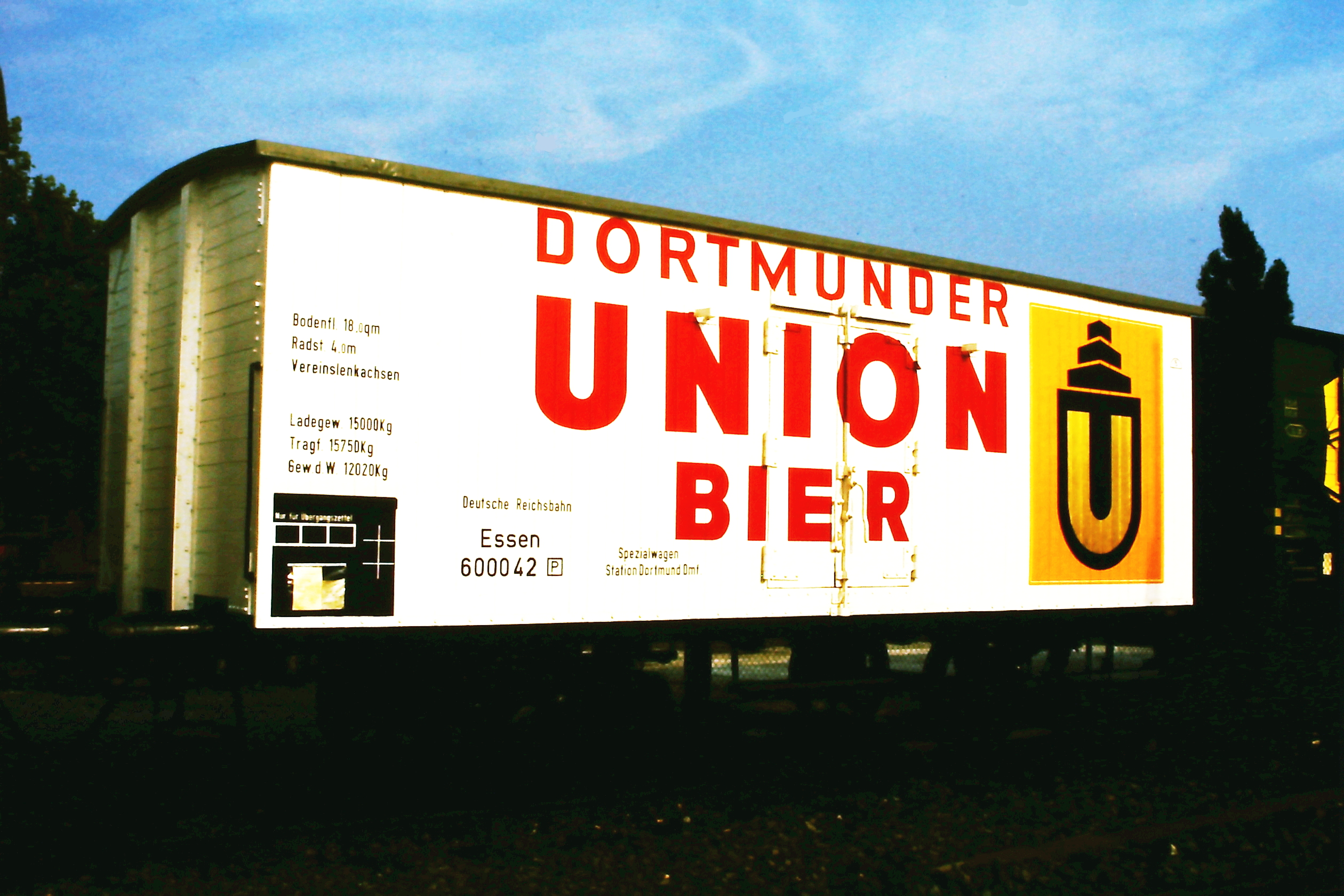
Bierwaggon der Dortmunder Union Brauerei
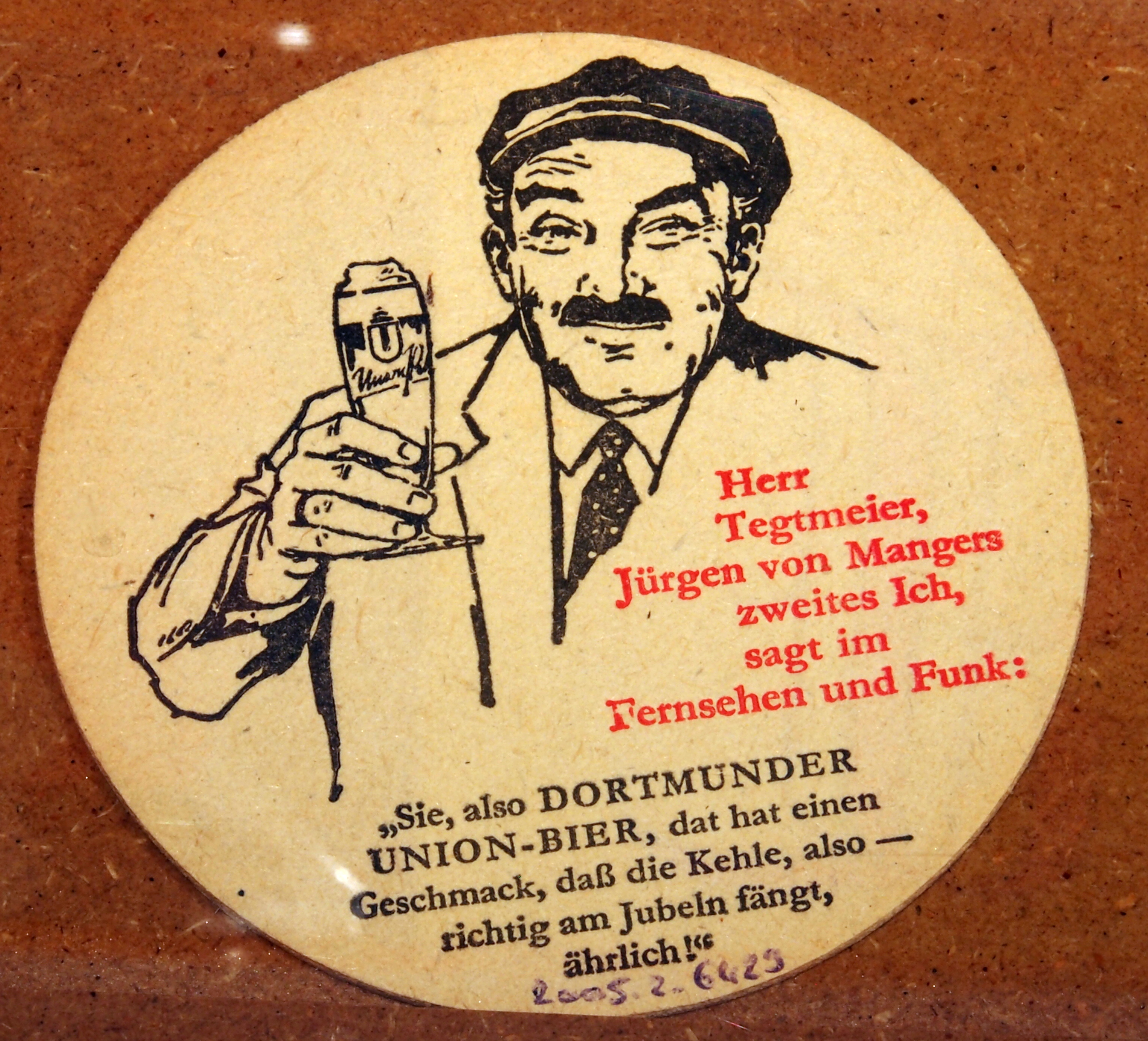
Bierdeckel, Jürgen von Manger
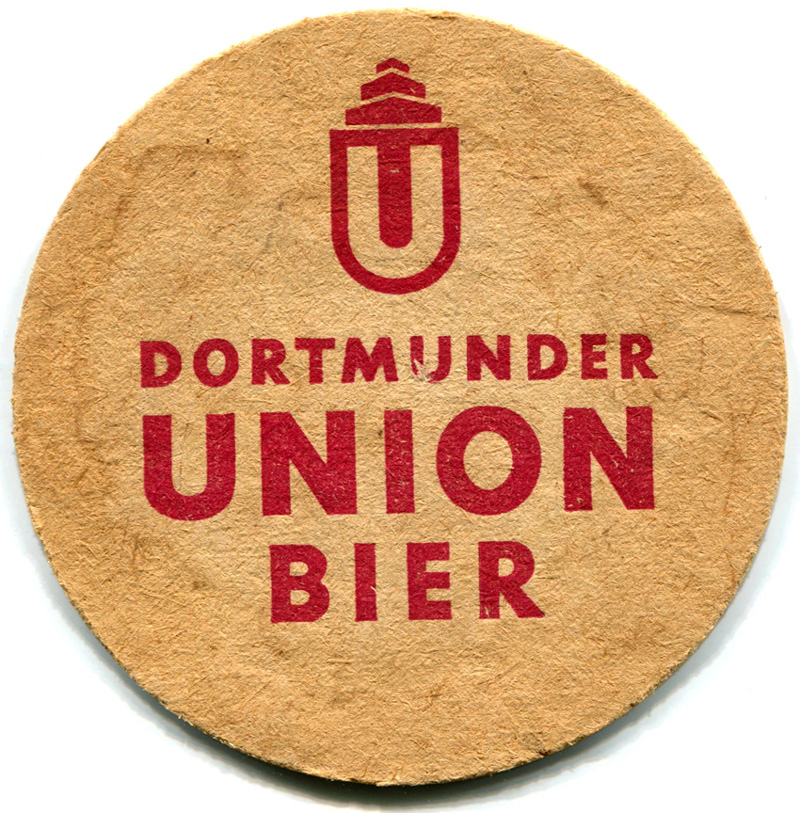
Bierdeckel von 1960

### Vertrieb und Absatzmärkte
Die Marken Dortmunder Union und Ritter werden vorwiegend im Lebensmitteleinzelhandel über Flaschengebinde vertrieben. Eine nennenswerte Gastronomiepräsenz besteht vor allem noch bei Brinkhoff’s, das neben dem Einzelhandel auch gezielt Gastronomiebetriebe bedient.
Während in der Nachkriegszeit vor allem Dortmunder Union Export auch international vertrieben wurde, sind die heutigen Vertriebswege der Marken stark regional geprägt – insbesondere im Raum Nordrhein-Westfalen. Exportaktivitäten bestehen nur in geringem Umfang, zumeist im Kontext internationaler Partner der Radeberger Gruppe.